# Brou-Ahoussoukro
Brou-Ahoussoukro este o comună din departamentul Bocanda, regiunea N'zi-Comoe, Coasta de Fildeș.